# عبد السلام جمعة
ا د السيد على خليفة مصرى إماراتي.
كانت بداية ممارسة عبد السلام جمعة لكرة القدم في نادي الوحدة الإماراتي حيث تدرج في المراحل السنية للنادي حتى لعب للفريق الأول بالنادي وحقق معه العديد من الإنجازات، ثم انتقل إلى نادي الجزيرة الإماراتي، وأخيراً في نادي الظفرة، ثم شغل منصب مدير فريق الظفرة لكرة القدم في العام 2016، وفي العام 2019 تم تعيينه مديراً لفريق الوحدة.
و قد كان يلعب مع منتخب الإمارات لكرة القدم.
لديه شقيق اسمه عبد الرحيم يلعب بنادي الجزيرة واحمد يلعب بالجزيرة
ويعد عبد الله السلام أفضل لاعب ارتكاز في تاريخ الإمارات 1 - عبد السلام جمعة 2- هلال سعيد 3- عبد الرحيم جمعة والرابع ياسر مطر
حقق مع الوحدة 4 مرات الدوري ومع الجزيرة كاس الاتصالات والبطولة الخليجية

## كأس الخليج 2002
و قد سجل هدف في مرمى منتخب الكويت لكرة القدم.
انتقل إلى فريق الجزيرة موسم 2007/2008
انتقل إلى نادي الظفرة في العام 2012.

## روابط خارجية
- عبد السلام جمعة على موقع الاتحاد الدولي (مؤرشف)  (الإنجليزية)
- عبد السلام جمعة على موقع ناشيونال فوتبول تيمز (الإنجليزية)